# Ollarianus advenus
Ollarianus advenus är en insektsart som beskrevs av Delong 1980. Ollarianus advenus ingår i släktet Ollarianus och familjen dvärgstritar. Inga underarter finns listade i Catalogue of Life.